# Typhlonesticus absoloni
Typhlonesticus absoloni is een spinnensoort in de taxonomische indeling van de holenspinnen (Nesticidae).
Het dier behoort tot het geslacht Typhlonesticus. De wetenschappelijke naam van de soort werd voor het eerst geldig gepubliceerd in 1933 door Josef Kratochvíl.